# فوواه مولاح
فوواه مولاح (به لاتین: Fuvahmulah) یک منطقهٔ مسکونی در مالدیو است. فوواه مولاح ۱۴٬۳۸۰ نفر جمعیت دارد.